# Songo-Doubacoré
Songo-Doubacoré est une commune du Mali, dans le cercle de Koutiala et la région de Koutiala. Elle a pour chef-lieu la localité de Oula.

## Villages
La commune s'étend sur 10 localités relevées lors du recensement général de 2009. 
Les villages les plus peuplés sont :
- Oula (3 095 habitants)
- Koré (2 781 habitants)
- Basso (1 820 habitants)

En 2023, la loi 2023-007 attribue à la commune 10 villages, fractions ou quartiers  :
- Oula
- Datien
- Kokab
- Daboni
- Ziéré
- Kalanga
- Noupesso
- Koré
- Zangosso
- Basso